# Borgomaro
Borgomaro är en ort och kommun i provinsen Imperia i regionen Ligurien i Italien. Kommunen hade 842 invånare (2018).